# Seznam dílů seriálu MINDHUNTER: Lovci myšlenek
Toto je seznam dílů seriálu MINDHUNTER: Lovci myšlenek. Americký dramatický televizní seriál MINDHUNTER: Lovci myšlenek byl zveřejněn na Netflixu.

## Přehled řad
| Řada | Díly | Premiéra na Netflixu |
| ---- | ---- | -------------------- |
| 1    | 10   | 13. října 2017       |
| 2    | 9    | 16. srpna 2019       |

## Seznam dílů

### První řada (2017)
| Č. v seriálu | Č. v řadě | Původní název | Český název | Režie           | Scénář                                                    | Premiéra na Netflixu |
| ------------ | --------- | ------------- | ----------- | --------------- | --------------------------------------------------------- | -------------------- |
| 1            | 1         | Episode 1     | 1. díl      | David Fincher   | Joe Penhall                                               | 13. října 2017       |
| 2            | 2         | Episode 2     | 2. díl      | David Fincher   | Joe Penhall                                               | 13. října 2017       |
| 3            | 3         | Episode 3     | 3. díl      | Asif Kapadia    | námět: Joe Penhall scénář: Joe Penhall a Ruby Rae Spiegel | 13. října 2017       |
| 4            | 4         | Episode 4     | 4. díl      | Asif Kapadia    | námět: Joe Penhall scénář: Joe Penhall a Dominic Orlando  | 13. října 2017       |
| 5            | 5         | Episode 5     | 5. díl      | Tobias Lindholm | Jennifer Haley                                            | 13. října 2017       |
| 6            | 6         | Episode 6     | 6. díl      | Tobias Lindholm | námět: Joe Penhall scénář: Joe Penhall a Tobias Lindholm  | 13. října 2017       |
| 7            | 7         | Episode 7     | 7. díl      | Andrew Douglas  | námět: Joe Penhall scénář: Joe Penhall a Jennifer Haley   | 13. října 2017       |
| 8            | 8         | Episode 8     | 8. díl      | Andrew Douglas  | námět: Erin Levy scénář: Erin Levy a Jennifer Haley       | 13. října 2017       |
| 9            | 9         | Episode 9     | 9. díl      | David Fincher   | námět: Carly Wray scénář: Carly Wray a Jennifer Haley     | 13. října 2017       |
| 10           | 10        | Episode 10    | 10. díl     | David Fincher   | námět: Joe Penhall scénář: Joe Penhall a Jennifer Haley   | 13. října 2017       |

### Druhá řada (2019)
| Č. v seriálu | Č. v řadě | Původní název | Český název | Režie          | Scénář                                                                                     | Premiéra na Netflixu |
| ------------ | --------- | ------------- | ----------- | -------------- | ------------------------------------------------------------------------------------------ | -------------------- |
| 11           | 1         | Episode 1     | 1. díl      | David Fincher  | námět: Doug Jung, Joshua Donen a Courtenay Miles scénář: Courtenay Miles                   | 16. srpna 2019       |
| 12           | 2         | Episode 2     | 2. díl      | David Fincher  | námět: Doug Jung, Joshua Donen a Courtenay Miles scénář: Courtenay Miles                   | 16. srpna 2019       |
| 13           | 3         | Episode 3     | 3. díl      | David Fincher  | námět: Joshua Donen a Courtenay Miles scénář: Joshua Donen a Phillip Howze                 | 16. srpna 2019       |
| 14           | 4         | Episode 4     | 4. díl      | Andrew Dominik | námět: Joshua Donen a Courtenay Miles scénář: Jason Johnson, Colin J. Louro a Joshua Donen | 16. srpna 2019       |
| 15           | 5         | Episode 5     | 5. díl      | Andrew Dominik | námět: Pamela Cederquist scénář: Pamela Cederquist a Liz Hannah                            | 16. srpna 2019       |
| 16           | 6         | Episode 6     | 6. díl      | Carl Franklin  | námět: Joshua Donen a Courtenay Miles scénář: Courtenay Miles                              | 16. srpna 2019       |
| 17           | 7         | Episode 7     | 7. díl      | Carl Franklin  | námět: Joshua Donen a Courtenay Miles scénář: Liz Hannah                                   | 16. srpna 2019       |
| 18           | 8         | Episode 8     | 8. díl      | Carl Franklin  | námět: Joshua Donen a Courtenay Miles scénář: Alex Metcalf                                 | 16. srpna 2019       |
| 19           | 9         | Episode 9     | 9. díl      | Carl Franklin  | námět: Joshua Donen a Courtenay Miles scénář: Shaun Grant                                  | 16. srpna 2019       |